# 心臓血管センター駅
心臓血管センター駅（しんぞうけっかんセンターえき）は、群馬県前橋市亀泉町にある上毛電気鉄道上毛線の駅。

## 歴史
上毛線の乗客が増加していた1960年代中期、利用客の多い前橋寄りのうち、平野部から赤城山南麓の農村地帯へと登坂していく区間の上泉駅 - 大胡駅間には、交換可能な駅がなかった。この間の既存駅である赤坂駅・江木駅は、いずれも勾配途中の集落にある駅で新規の交換設備を設置しにくいことから、閉塞区間を短縮して列車増発を図るため、信号所として開設された。
設置当初の名称は、信号所北方の段丘上に位置し、1940年（昭和15年）に群馬県の教員保養所として開設、1962年（昭和37年）に「前橋病院」に改称された地域の基幹病院の一つだった当時の群馬県立前橋病院にちなむ。この地点は小渓流の寺沢川に沿った窪地を線路が東西に築堤で越える線形となっており、川の西岸付近は緩勾配で信号所を設置しやすい立地であった。
設置後はモータリゼーションによる乗客減少が進み、朝のラッシュ時間帯を除いてはあまり有効活用されていない時期もあった。
1994年（平成6年）にプラットホーム設置・病院との連絡通路設置のうえで無人駅に昇格した。駅開業と同時期の1994年（平成6年）に、前橋病院は重点分野にちなむ名称の「循環器病センター」と改称しており、駅名も当初からこれに合わせて開業している。
駅昇格の背景には、当時の上毛電気鉄道が経営合理化のためバス事業の廃止・譲渡を進め、前橋駅と主要病院である前橋病院を結ぶバス路線も廃止される方向だったことから、市中心部と病院との間で代替交通手段が求められたことが挙げられる。従前の前橋病院最寄り駅だった江木駅と信号所の間はわずか0.6 kmしかないものの、江木駅から病院に徒歩で至る経路は寺沢川沿いの窪地に阻まれて大迂回を強いられ、アクセスには適さなかった。
2001年（平成13年）に循環器病センターは更に具体的な名称の「心臓血管センター」と再改称され、それに合わせて駅名も改称した。以来、人間の内臓器官の名称が2つも含まれる、日本でも珍しい駅名の例として知られることになった。

### 年表
- 1965年（昭和40年）9月8日 - 前橋病院前信号所として設置[1]。
- 1994年（平成6年）4月10日 - 循環器病センター駅として駅に昇格[2]。
- 2001年（平成13年）6月1日 - 病院の名称変更に伴い、駅名を心臓血管センター駅に改称。

## 駅構造
島式ホーム1面2線を有する地上駅。無人駅である。一部を除き列車交換を行う。

### のりば
| 1 | ■上毛線 | 下り | 西桐生方面   |
| 2 | ■上毛線 | 上り | 中央前橋方面 |

- 列車接近時に、ホーム上のスピーカーから「オリビアを聴きながら」が流れる。かつては、北陸本線などで使用されていた「エリーゼのために」の、旧バージョンが使用されていた

## 利用状況
1日の平均乗降人員は以下の通りである。
| 年度   | 1日平均人数 |
| ------ | ----------- |
| 2011年 | 67          |
| 2012年 | 65          |
| 2013年 | 70          |
| 2014年 | 73          |
| 2015年 | 72          |
| 2016年 | 69          |
| 2017年 | 64          |
| 2018年 | 59          |

## 駅周辺

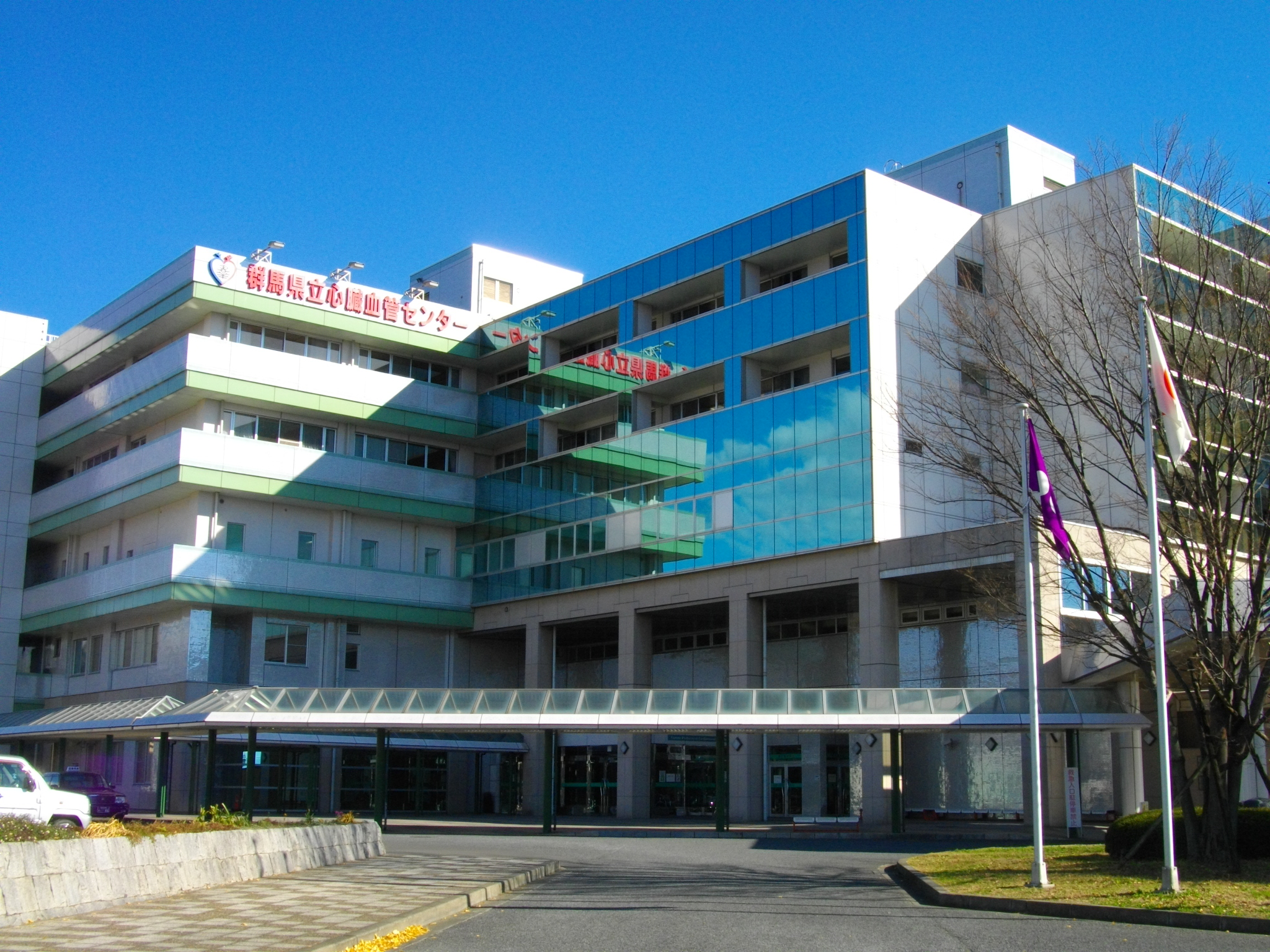
心臓血管センター

- 群馬県立心臓血管センター（徒歩通路が整備されている。距離は近いが高低差があり、駅からセンターまでは若干の坂を登る必要がある）
- 群馬県立高齢者介護総合センター明風園
- ぐんまリハビリパーク
- 泉美術館
- 亀泉霊園
- 上武道路
- 群馬県道3号前橋大間々桐生線
- 寺沢川

## 隣の駅
上毛電気鉄道
■上毛線
赤坂駅 - 心臓血管センター駅 - 江木駅